# Capparis hainanensis
Capparis hainanensis är en kaprisväxtart som beskrevs av Oliver. Capparis hainanensis ingår i släktet Capparis och familjen kaprisväxter. Inga underarter finns listade i Catalogue of Life.